# Rogue Ales
Rogue Ales é uma cervejaria fundada em 1988 em Ashland, Oregon, Estados Unidos. No ano seguinte a empresa abriu seu segundo bar em Newport, Oregon, onde hoje funciona a sede da empresa.

## História
Rogue Ales foi fundada em Ashland, Oregon em 1988 por três executivos da Nike: Jack Joyce, Rob Strasser, and Bob Woodell.
Joyce descreveu as metas da empresa como "...se mantenha fazendo grandes produtos, se mantenha fazendo fantásticos rótulos, se mantenha tentando nos integrar com nossa comunidade.." 

John C. Maier, o chefe-cervejeiro da empresa desde 1989, descreve as práticas de criar uma grande variedade de cervejas como sendo uma consequência da filosofia da Rogue que "variedade é o tempero da vida". A Rogue já produziu mais de 60 cervejas diferentes usando processos sem preservantes e sem pasteurização e um fermento próprio chamado de "Pacman".

## References
1. ↑  Gianotti, Peter (20 de agosto de 2007). «A tale of 2 coasts». Newsday. Consultado em 17 de setembro de 2007
2. ↑  «The Law of Beer». Law School News. University of Oregon. 10 de novembro de 2006. Consultado em 17 de setembro de 2007
3. ↑  Brettman, Allan Brettman (28 de maio de 2014). «Jack Joyce cut a path through Nike during tough times before Rogue Ales». The Oregonian. Oregonlive.com. Consultado em 25 de junho de 2014
4. ↑  Moen, Alan (1 de agosto de 1999). «Rogue Warrior: An Interview with Jack Joyce». Beer Notes. Consultado em 19 de setembro de 2007
5. ↑  Bryson, Lew (2005). «Rogue is different». Beverage Business. New Beverage Publication, Inc. Consultado em 19 de setembro de 2007. Cópia arquivada em 30 de outubro de 2007
6. ↑  Clarke, Jim (1 de agosto de 2004). «An Interview with John C. Maier, Brewmaster at Rogue Ales (with Brewer, Spokescreature and President of Rogue Nation since 1993)». Star Brewers. Consultado em 17 de setembro de 2007
7. ↑  «Rogue celebrates 10,000 brews». Newport News-Times. 17 de março de 2007. Consultado em 17 de setembro de 2007